# Алегени (окръг, Пенсилвания)
Алегени (на английски: Allegheny) е окръг в щата Пенсилвания, САЩ, с окръжен център град Питсбърг. Алегени е с население от 1 281 666 жители (2000 г.) и обща площ от 1929 км².

## Географско положение
Окръг Алегени се намира в Юзозападна Пенсилвания.